# Juan VIII de Nassau-Siegen
Juan VIII de Nassau-Siegen (Jan o Johan; Dillenburg, 29 de septiembre de 1583-Ronse, Países Bajos Españoles, 27 de julio de 1638) fue un noble y militar alemán del siglo XVII.

## Biografía
Juan VIII, conde de Nassau-Siegen, Katzenelnbogen, Vianden y Dietz, marqués de Monte-Caballo, barón de Ronse y Beilstein, fue el segundo hijo de Juan VII, conde de Nassau y la condesa Magdalena de Waldeck. Fue educado como calvinista en Herborn, Kassel y Ginebra. En 1610 participó en el ejército de los Estados holandeses en la conquista de Jülich. Durante la crisis de la sucesión de Juliers-Cléveris.

### Carrera militar
El 25 de diciembre de 1613, para horror de su familia, se convirtió abiertamente al catolicismo y entró al servicio del ejército de Carlos Manuel I de Saboya. Después de la muerte de su hermano mayor, John Ernest, en septiembre de 1617, reclamó sus derechos, pero su padre eligió a un sucesor protestante. Cuando su padre murió en 1623, Juan VIII ocupó Nassau-Siegen a la cabeza de un ejército de los Habsburgo y comenzó la Contrarreforma. En 1624 se convirtió en Caballero en la Orden del Vellocino de Oro.
En 1625 participó en el asedio de Breda. Ciudad que fue defendida por su primo segundo Justino de Nassau y resistió durante once meses antes de rendirse. Juan VIII de Nassau-Siegen se representa en la famosa pintura La rendición de Breda de Diego Velázquez, tercero desde la izquierda en el campamento español, mirando directamente al espectador.
En 1630 fue capturado por el ejército holandés, sin embargo, fue liberado más tarde ese año. En 1631, él estaba a cargo de la flota española derrotada por los holandeses, en la batalla del Slaak, luchando en nombre del gobernador español Francisco de Moncada, III de Marqués de Aitona, (1586-1635).
En 1632, Nassau-Siegen fue conquistado por los suecos durante la guerra de los 30 años, después de lo cual su medio hermano Juan Mauricio de Nassau-Siegen reintrodujo el protestantismo, aunque cuatro años después volvió a recuperar sus tierras debido a las derrotas suecas en Nördlingen y Willstätt.
Juan VIII murió en 1638, tras participar en el sitio de Saint-Omer, donde luchando junto a los españoles ayudó a derrotar a los franceses, que tuvieron que levantar el asedio el 16 de julio. Fue sucedido por su único hijo, Johan Frans Desideratus, quien tuvo que ceder parte de Nassau-Siegen a la rama protestante de la familia en 1648 por la Paz de Westfalia.

### Matrimonio e hijos
Juan se casó en Bruselas el 13 de agosto de 1618 con la princesa católica Ernestine Yolande de Ligne d'Amblise (1594-1668), hija de Lamoral de Ligne, Príncipe d'Espinoy. Tuvieron seis hijos juntos:
- María (1619-1620).
- hija nacida muerta (1620).
- Clara María (1621-1695), casada con sus primos el Príncipe Albert Henri de Ligne en 1634, y con Claude Lamoral, 3er Príncipe de Ligne en 1642.
- Ernestine Charlotte (1623-1668), casada en 1650 con Maurice Henry, Príncipe de Nassau-Hadamar
- Lamberta Alberta Gabrielle Ursula (1625-1635).
- Juan Francisco Desiderio (Nozeroy, 1627 - Roermond, 1699), Conde de Nassau-Siegen.